# Claude Le Bas de Montargis
Claude Le Bas de Montargis est un personnage historique français, né le 29 janvier 1659 et mort le 25 mars 1741.

## Biographie
Il est trésorier de l'extraordinaire des guerres sous le règne de Louis XIV. Il épouse Catherine Henriette Hardouin-Mansart, fille du célèbre architecte Jules Hardouin-Mansart et d'Anne Bodin. Deux filles naissent:
- l'aînée Catherine Henriette Le Bas de Montargis (1695-1728) épouse en 1714 le président Hénault;
- la cadette Anne Charlotte Le Bas de Montargis (1697-1767) se marie en 1715 avec Louis de Sévérac, marquis d'Arpajon (1667-1736), qui sont les parents d' Anne Claude Louise d'Arpajon mariée à Philippe comte de Noailles, duc et maréchal de Mouchy.

Il rachète à son beau-père les parcelles correspondant au no 7 et au no 9 de la place Vendôme, sur lesquelles il fait respectivement construire son propre hôtel particulier et construire un autre hôtel qu'il revend à Jean Bonaventure Le Lay de Villemaré. Il est encore propriétaire du château de Vanves, construit par Mansart et qui fut vendu en 1717 au prince de Condé ; il abrite aujourd'hui le lycée Michelet. Il est enfin confirmé marquis du Bouchet-Valgrand (à Vert-le-Petit et Vert-le-Grand, Essonne) en août 1720, un marquisat acheté aux héritiers du marin Abraham Duquesne.
Il achète pour 450 000 livres la charge de trésorier et greffier de l'Ordre du Saint-Esprit, ce qui lui permet de porter le cordon bleu du Saint-Esprit.
Saint-Simon écrit de lui que, dans le métier de la finance, il est « sans talent, sans saveur, et plat et simple, sans distinction aucune ».